# Rodna kuća Janka Leskovara
Rodna kuća Janka Leskovara je objekt u mjestu Valentinovo, gradu Pregradi, zaštićeno kulturno dobro.

## Opis dobra
Rodna kuća istaknutog hrvatskog književnika Janka Leskovara, nalazi se u selu Valentinovu, južno od Pregrade, u dolini rječice Kosteljine. Ova zidana jednokatnica, izgrađena je polovicom 19. st. Spada u kategoriju građanskih kuća s pripadajućim gospodarskim dijelom. Glavno pročelje je jednostavno obrađeno i artikulirano ritmom prozorskih otvora. Unutrašnjost zgrade nije se mijenjala, odnosno raspored prostorija ostao je isti kao i prilikom gradnje. Sačuvan je i originalni inventar (drveni ormar, pisaći stol i itd.) te izvorna stolarija.

## Zaštita
Pod oznakom Z-4664 zavedena je kao nepokretno kulturno dobro - pojedinačno, pravna statusa zaštićena kulturnog dobra, klasificirano kao "profana graditeljska baština".